# Фрейзер, Кит
Кит Фрейзер (англ. Keith Fraser; род. 4 февраля 1968, Шотландия) — свазилендский горнолыжник. Участник зимних Олимпийских игр 1992 года. Первый спортсмен, представлявший Свазиленд (сейчас Эсватини) на зимних Олимпийских играх.

## Биография
Кит Фрейзер родился 4 февраля 1968 года в Шотландии.
В 1992 году вошёл в состав сборной Свазиленда на зимних Олимпийских играх в Альбервиле. В слаломе не завершил первый заезд и выбыл из соревнований. В гигантском слаломе занял 63-е место, показав по сумме двух заездов результат 2 минуты 41,76 секунды, уступив 34,78 секунды завоевавшему золото Альберто Томбе из Италии. В супергигантском слаломе занял 79-е место с результатом 1.29,39, проиграв 16,35 секунды победителю Хьетилю Андре Омодту из Норвегии. Был знаменосцем сборной Свазиленда на церемонии открытия Олимпиады.
Фрейзер стал первым и на данный момент единственным спортсменом, представлявшим Свазиленд на зимних Олимпийских играх.
В сезоне-2001/02 выступал в международных соревнованиях в США.